# Llista de topònims de Seva
Llista de topònims (noms propis de lloc) del municipi de Seva, a Osona
Informació actualitzada per un bot. Els canvis manuals es perdran quan s'actualitzi!

## arbre singular
| imatge | Nom                 | Ubicat a | instància de   | Detalls                                                                                | coordenades                                                              | Protecció        | Commons (més fotos) | Dades a WD                    |
| ------ | ------------------- | -------- | -------------- | -------------------------------------------------------------------------------------- | ------------------------------------------------------------------------ | ---------------- | ------------------- | ----------------------------- |
|        | cuprés de Can Vives | Seva     | arbre singular | Taxon: xiprer de Lambert (Cupressus macrocarpa) Ample: 17m Alt: 27.5m Perímetre: 5.52m | 41° 50′ 28″ N, 2° 17′ 00″ E / 41.841°N,2.28329°E ca:Can Vives 667 msnm   | arbre monumental | Cuprés de Can Vives | Modifica les dades a Wikidata |
|        | pinsap dels Sors    | Seva     | arbre singular | Taxon: pinsap (Abies pinsapo) Ample: 13.8m Alt: 31.5m Perímetre: 3.65m                 | 41° 50′ 24″ N, 2° 16′ 55″ E / 41.83993°N,2.281942°E ca:els Sors 663 msnm | arbre monumental | Pinsap del Sors     | Modifica les dades a Wikidata |

## casa
| imatge | Nom                                    | Ubicat a | instància de | Detalls                                    | coordenades                                                                                     | Protecció                                  | Commons (més fotos)                    | Dades a WD                    |
| ------ | -------------------------------------- | -------- | ------------ | ------------------------------------------ | ----------------------------------------------------------------------------------------------- | ------------------------------------------ | -------------------------------------- | ----------------------------- |
|        | Cal Sastre (Seva)                      | Seva     | casa         | Estil: arquitectura popular 17th century   | 41° 50′ 18″ N, 2° 16′ 48″ E / 41.838237°N,2.279907°E ca:C. de Baix, 6 661 msnm                  | bé integrant del patrimoni cultural català | Cal Sastre (Seva)                      | Modifica les dades a Wikidata |
|        | Can Camps                              | Seva     | casa         | Estil: arquitectura popular 16th century   | 41° 50′ 19″ N, 2° 16′ 49″ E / 41.838506°N,2.28031°E ca:C. de Dalt, 7 665 msnm                   | bé integrant del patrimoni cultural català | Can Camps (Seva)                       | Modifica les dades a Wikidata |
|        | Can Manel                              | Seva     | casa         | Estil: arquitectura popular 20th century   | 41° 50′ 17″ N, 2° 16′ 48″ E / 41.83798°N,2.28004°E ca:C. de la Rocada, 12 661 msnm              | bé integrant del patrimoni cultural català | Can Manel (Seva)                       | Modifica les dades a Wikidata |
|        | Can Nuri                               | Seva     | casa         | Estil: arquitectura eclèctica 19th century | 41° 50′ 15″ N, 2° 16′ 50″ E / 41.837485°N,2.280631°E ca:Pl. de la Creu, 2 667 msnm              | bé integrant del patrimoni cultural català | Can Nuri (Seva)                        | Modifica les dades a Wikidata |
|        | Can Pujadas                            | Seva     | casa         | Estil: arquitectura popular 17th century   | 41° 50′ 18″ N, 2° 16′ 47″ E / 41.838369°N,2.279754°E ca:C. de Baix, 11 662 msnm                 | bé integrant del patrimoni cultural català | Can Pujadas (Seva)                     | Modifica les dades a Wikidata |
|        | Can Sibata                             | Seva     | casa         | Estil: arquitectura popular                | 41° 50′ 00″ N, 2° 16′ 56″ E / 41.833345°N,2.282336°E                                            | bé integrant del patrimoni cultural català |                                        | Modifica les dades a Wikidata |
|        | Casa de les Monges                     | Seva     | casa         | Estil: arquitectura popular                | 41° 50′ 17″ N, 2° 16′ 51″ E / 41.83807°N,2.280955°E ca:C. de Dalt - c. Call d'en Camps 666 msnm | bé integrant del patrimoni cultural català | Casa de les Monges (Seva)              | Modifica les dades a Wikidata |
|        | Estanc Vell                            | Seva     | casa         | Estil: arquitectura popular 20th century   | 41° 50′ 17″ N, 2° 16′ 50″ E / 41.838011°N,2.280605°E ca:C. de la Rocada, 1 664 msnm             | bé integrant del patrimoni cultural català | Estanc Vell (Seva)                     | Modifica les dades a Wikidata |
|        | Portal i finestra gòtica de Cal Pastor | Seva     | casa         | Estil: gòtic flamíger 16th century         | 41° 50′ 20″ N, 2° 16′ 49″ E / 41.838764°N,2.280153°E ca:C. de Dalt, 3 664 msnm                  | bé integrant del patrimoni cultural català | Portal i finestra gòtica de Cal Pastor | Modifica les dades a Wikidata |
|        | habitatge del carrer de Baix, 7        | Seva     | casa         | Estil: arquitectura popular 17th century   | 41° 50′ 18″ N, 2° 16′ 47″ E / 41.838315°N,2.279741°E ca:C. de Baix, 7 662 msnm                  | bé integrant del patrimoni cultural català | Habitatge del carrer de Baix, 7 (Seva) | Modifica les dades a Wikidata |

## castell
| imatge | Nom                           | Ubicat a     | instància de | Detalls      | coordenades                                                                        | Protecció                                            | Commons (més fotos)           | Dades a WD                    |
| ------ | ----------------------------- | ------------ | ------------ | ------------ | ---------------------------------------------------------------------------------- | ---------------------------------------------------- | ----------------------------- | ----------------------------- |
|        | Castell d'Esparreguera        | Seva         | castell      |              | 41° 48′ 07″ N, 2° 14′ 38″ E / 41.80193°N,2.24388°E ca:Camí del Mas Esparreguera    | bé d'interès cultural bé cultural d'interès nacional | Castell d'Esparreguera (Seva) | Modifica les dades a Wikidata |
|        | Puig del Castell de l'Aguilar | Balenyà Seva | castell      | 10th century | 41° 50′ 45″ N, 2° 14′ 15″ E / 41.845857°N,2.237426°E ca:Puig de l'Aguilar 645 msnm | bé integrant del patrimoni cultural català           | Puig del Castell de l'Aguilar | Modifica les dades a Wikidata |

## creu de terme
| imatge | Nom           | Ubicat a | instància de  | Detalls                                 | coordenades                                                            | Protecció                                  | Commons (més fotos)   | Dades a WD                    |
| ------ | ------------- | -------- | ------------- | --------------------------------------- | ---------------------------------------------------------------------- | ------------------------------------------ | --------------------- | ----------------------------- |
|        | creu de terme | Seva     | creu de terme | Estil: arquitectura gòtica 15th century | 41° 50′ 14″ N, 2° 16′ 51″ E / 41.837337°N,2.280916°E ca:Pl. de la Creu | bé integrant del patrimoni cultural català | Creu de terme de Seva | Modifica les dades a Wikidata |
|        | creu de terme | Seva     | creu de terme | Estil: arquitectura popular             | 41° 50′ 06″ N, 2° 16′ 25″ E / 41.834864°N,2.273655°E                   | bé integrant del patrimoni cultural català |                       | Modifica les dades a Wikidata |

## curs d'aigua
| imatge | Nom               | Ubicat a                                                                    | instància de | Detalls                        | coordenades | Protecció | Commons (més fotos) | Dades a WD                    |
| ------ | ----------------- | --------------------------------------------------------------------------- | ------------ | ------------------------------ | --- | --------- | ------------------- | ----------------------------- |
|        | Gurri             | Seva Taradell Tona Malla Vic Santa Eugènia de Berga Gurb les Masies de Roda | curs d'aigua | Desemboca: Ter                 | 41° 49′ 55″ N, 2° 19′ 36″ E / 41.831953°N,2.326802°E 41° 59′ 03″ N, 2° 18′ 04″ E / 41.984104°N,2.301215°E 443 msnm |           | Gurri               | Modifica les dades a Wikidata |
|        | riera de Martinet | el Brull Seva Aiguafreda Centelles                                          | curs d'aigua | Desemboca: Congost Llarg: 10km | 41° 47′ 14″ N, 2° 15′ 05″ E / 41.78721°N,2.25152°E ca:Sector nord del terme municipal d'Aiguafreda                 |           | Riera de Martinet   | Modifica les dades a Wikidata |

## entitat singular de població
| imatge | Nom                    | Ubicat a | instància de                                                                   | Detalls  | coordenades                                                       | Protecció | Commons (més fotos)    | Dades a WD                    |
| ------ | ---------------------- | -------- | ------------------------------------------------------------------------------ | -------- | ----------------------------------------------------------------- | --------- | ---------------------- | ----------------------------- |
|        | Sant Miquel de Balenyà | Seva     | entitat singular de població entitat municipal descentralitzada                | 1373 hab | 41° 50′ 32″ N, 2° 14′ 53″ E / 41.84222222°N,2.24805556°E 592 msnm |           | Sant Miquel de Balenyà | Modifica les dades a Wikidata |
|        | Seva                   | Seva     | entitat singular de població capital municipal ens local històric de Catalunya | 2428 hab | 41° 50′ 18″ N, 2° 16′ 48″ E / 41.83831°N,2.28007°E 669 msnm       |           |                        | Modifica les dades a Wikidata |

## església
| imatge | Nom                                | Ubicat a                    | instància de            | Detalls                              | coordenades | Protecció                                  | Commons (més fotos)                | Dades a WD                    |
| ------ | ---------------------------------- | --------------------------- | ----------------------- | ------------------------------------ | --- | ------------------------------------------ | ---------------------------------- | ----------------------------- |
|        | Sant Genís de Valldoriola          | Seva                        | església capella        | Estat: enderrocat o destruït         | 41° 49′ 59″ N, 2° 18′ 19″ E / 41.8330002587574°N,2.30522467481489°E                                                           |                                            |                                    | Modifica les dades a Wikidata |
|        | Sant Joan del Muntanyà             | Seva                        | església capella        |                                      | 41° 48′ 54″ N, 2° 15′ 56″ E / 41.815016592398°N,2.2656552977142°E ca:masia del Muntanyà                                       |                                            |                                    | Modifica les dades a Wikidata |
|        | Sant Marc de Figueroles            | Seva                        | església capella        |                                      | 41° 49′ 54″ N, 2° 17′ 43″ E / 41.8315705620045°N,2.29526859961075°E ca:masia Figueroles                                       |                                            |                                    | Modifica les dades a Wikidata |
|        | Santa Madrona de Perafita          | Seva                        | església capella ermita | Anomenat per: Madrona de Tessalònica | 41° 47′ 46″ N, 2° 15′ 08″ E / 41.7961529815127°N,2.25213357225388°E ca:Perafita                                               |                                            | Santa Madrona de Perafita          | Modifica les dades a Wikidata |
|        | Santa Maria de Seva                | Seva                        | església                |                                      | 41° 50′ 21″ N, 2° 16′ 48″ E / 41.839052°N,2.279918°E                                                                          | bé integrant del patrimoni cultural català | Santa Maria de Seva                | Modifica les dades a Wikidata |
|        | capella de Sant Antoni             | Seva                        | església capella        |                                      | 41° 49′ 59″ N, 2° 17′ 08″ E / 41.833042°N,2.285669°E 696 msnm                                                                 |                                            |                                    | Modifica les dades a Wikidata |
|        | església de Sant Miquel de Balenyà | Seva Sant Miquel de Balenyà | església                | Estil: historicisme arquitectònic    | 41° 50′ 33″ N, 2° 15′ 02″ E / 41.8424296294662°N,2.2506554204051°E ca:Sant Miquel de Balenyà. Plaça de l'Església, 1 592 msnm |                                            | Església de Sant Miquel de Balenyà | Modifica les dades a Wikidata |

## finestra
| imatge | Nom                                                    | Ubicat a | instància de | Detalls                                 | coordenades                                                                    | Protecció                                  | Commons (més fotos)                                        | Dades a WD                    |
| ------ | ------------------------------------------------------ | -------- | ------------ | --------------------------------------- | ------------------------------------------------------------------------------ | ------------------------------------------ | ---------------------------------------------------------- | ----------------------------- |
|        | finestra romànica de l'habitatge carrer de Baix, 15    | Seva     | finestra     | Estil: arquitectura romànica            | 41° 50′ 19″ N, 2° 16′ 47″ E / 41.8387°N,2.279757°E ca:C. de Baix, 15 664 msnm  | bé integrant del patrimoni cultural català | Finestra romànica de l'habitatge carrer de Baix, 15 (Seva) | Modifica les dades a Wikidata |
|        | finestres gòtiques de l'habitatge al carrer de Dalt, 1 | Seva     | finestra     | Estil: arquitectura gòtica 15th century | 41° 50′ 20″ N, 2° 16′ 48″ E / 41.838754°N,2.280053°E ca:C. de Dalt, 1 664 msnm | bé integrant del patrimoni cultural català | Finestres gòtiques de Ca la Filo                           | Modifica les dades a Wikidata |

## font
| imatge | Nom             | Ubicat a | instància de | Detalls | coordenades | Protecció | Commons (més fotos) | Dades a WD                    |
| ------ | --------------- | -------- | ------------ | ------- | --- | --------- | ------------------- | ----------------------------- |
|        | font del Musclo | Seva     | font         |         | 41° 50′ 19″ N, 2° 17′ 57″ E / 41.838643214993°N,2.2991087805092°E                                                        |           |                     | Modifica les dades a Wikidata |
|        | font dels Sors  | Seva     | font         |         | 41° 50′ 24″ N, 2° 16′ 55″ E / 41.83995819091797°N,2.2820820808410645°E ca:carrer de la font, passeig Rafael de Casanovas |           |                     | Modifica les dades a Wikidata |

## granja
| imatge | Nom                  | Ubicat a | instància de | Detalls | coordenades                                                        | Protecció | Commons (més fotos) | Dades a WD                    |
| ------ | -------------------- | -------- | ------------ | ------- | ------------------------------------------------------------------ | --------- | ------------------- | ----------------------------- |
|        | Granja de Figueroles | Seva     | granja       |         | 41° 49′ 57″ N, 2° 17′ 34″ E / 41.832609638674°N,2.29287266556438°E |           |                     | Modifica les dades a Wikidata |
|        | Granja del Prat      | Seva     | granja       |         | 41° 50′ 01″ N, 2° 16′ 43″ E / 41.833547229623°N,2.27853083680432°E |           |                     | Modifica les dades a Wikidata |

## masia
| imatge | Nom                       | Ubicat a | instància de | Detalls                                                                        | coordenades                                                                                     | Protecció                                  | Commons (més fotos)      | Dades a WD                    |
| ------ | ------------------------- | -------- | ------------ | ------------------------------------------------------------------------------ | ----------------------------------------------------------------------------------------------- | ------------------------------------------ | ------------------------ | ----------------------------- |
|        | Ca l'Antoni de Baix       | Seva     | masia        |                                                                                | 41° 50′ 41″ N, 2° 17′ 27″ E / 41.8446746693386°N,2.2907402957461°E                              |                                            |                          | Modifica les dades a Wikidata |
|        | Can Boix                  | Seva     | masia        |                                                                                | 41° 50′ 24″ N, 2° 16′ 32″ E / 41.8400036635868°N,2.27543514881727°E                             |                                            |                          | Modifica les dades a Wikidata |
|        | Can Burell                | Seva     | masia        |                                                                                | 41° 50′ 50″ N, 2° 16′ 31″ E / 41.8472088452896°N,2.27538998857095°E                             |                                            |                          | Modifica les dades a Wikidata |
|        | Can Calbet                | Seva     | masia        |                                                                                | 41° 50′ 53″ N, 2° 16′ 50″ E / 41.8481064525287°N,2.28063192075326°E                             |                                            |                          | Modifica les dades a Wikidata |
|        | Can Carlets               | Seva     | masia        |                                                                                | 41° 50′ 40″ N, 2° 15′ 55″ E / 41.8443531165413°N,2.26537642669476°E                             |                                            |                          | Modifica les dades a Wikidata |
|        | Can Cellecs               | Seva     | masia        |                                                                                | 41° 50′ 25″ N, 2° 14′ 53″ E / 41.8402865471635°N,2.24798244820116°E                             |                                            | Can Cellecs              | Modifica les dades a Wikidata |
|        | Can Co                    | Seva     | masia        |                                                                                | 41° 50′ 34″ N, 2° 16′ 31″ E / 41.8428841262427°N,2.27516175079345°E                             |                                            |                          | Modifica les dades a Wikidata |
|        | Can Cuixa                 | Seva     | masia        |                                                                                | 41° 50′ 23″ N, 2° 16′ 33″ E / 41.8396271503661°N,2.27571641798605°E                             |                                            |                          | Modifica les dades a Wikidata |
|        | Can Fernando              | Seva     | masia        |                                                                                | 41° 50′ 05″ N, 2° 16′ 12″ E / 41.8346109685191°N,2.27012458423511°E                             |                                            |                          | Modifica les dades a Wikidata |
|        | Can Garriga del Solell    | Seva     | masia        |                                                                                | 41° 47′ 47″ N, 2° 14′ 58″ E / 41.7962975892261°N,2.24944779687868°E                             |                                            |                          | Modifica les dades a Wikidata |
|        | Can Mils                  | Seva     | masia        |                                                                                | 41° 50′ 41″ N, 2° 16′ 09″ E / 41.8446383466528°N,2.26914336118184°E                             |                                            |                          | Modifica les dades a Wikidata |
|        | Can Pibatlle              | Seva     | masia        | Estil: arquitectura popular 16th century                                       | 41° 50′ 24″ N, 2° 15′ 17″ E / 41.839863°N,2.25486°E 615 msnm                                    | bé integrant del patrimoni cultural català | Can Pibatlle             | Modifica les dades a Wikidata |
|        | Can Rierola               | Seva     | masia        |                                                                                | 41° 50′ 10″ N, 2° 16′ 09″ E / 41.836°N,2.26916°E 646.2 msnm                                     |                                            |                          | Modifica les dades a Wikidata |
|        | Can Roca                  | Seva     | masia        |                                                                                | 41° 50′ 41″ N, 2° 16′ 43″ E / 41.844820732522°N,2.2785643756731°E                               |                                            |                          | Modifica les dades a Wikidata |
|        | Can Rovaix                | Seva     | masia        |                                                                                | 41° 50′ 07″ N, 2° 15′ 48″ E / 41.8353250534285°N,2.26346839688125°E                             |                                            |                          | Modifica les dades a Wikidata |
|        | Can Serravalent           | Seva     | masia        |                                                                                | 41° 50′ 21″ N, 2° 14′ 24″ E / 41.839168544439°N,2.2400863769976°E                               |                                            |                          | Modifica les dades a Wikidata |
|        | Can Vives                 | Seva     | masia        |                                                                                | 41° 50′ 29″ N, 2° 17′ 03″ E / 41.8412737281664°N,2.28406893793254°E                             |                                            |                          | Modifica les dades a Wikidata |
|        | Casanova de Figueroles    | Seva     | masia        |                                                                                | 41° 49′ 38″ N, 2° 17′ 33″ E / 41.8272658934079°N,2.29243774854239°E                             |                                            |                          | Modifica les dades a Wikidata |
|        | Casanova de la Serra      | Seva     | masia        |                                                                                | 41° 49′ 53″ N, 2° 16′ 57″ E / 41.8313560652929°N,2.28244529085494°E                             |                                            |                          | Modifica les dades a Wikidata |
|        | Esparreguera              | Seva     | masia        |                                                                                | 41° 48′ 06″ N, 2° 14′ 38″ E / 41.801711°N,2.243968°E 602 msnm                                   |                                            | Esparreguera (Seva)      | Modifica les dades a Wikidata |
|        | Figueroles                | Seva     | masia        | Estil: arquitectura gòtica                                                     | 41° 49′ 54″ N, 2° 17′ 41″ E / 41.831546°N,2.294694°E                                            | bé integrant del patrimoni cultural català |                          | Modifica les dades a Wikidata |
|        | Fontanelles               | Seva     | masia        |                                                                                | 41° 50′ 31″ N, 2° 17′ 37″ E / 41.8418644539627°N,2.29365004967726°E                             |                                            |                          | Modifica les dades a Wikidata |
|        | Hostal d'en Pinós         | Seva     | masia        |                                                                                | 41° 47′ 12″ N, 2° 14′ 31″ E / 41.786741°N,2.241876°E 448 msnm                                   |                                            | Hostal d'en Pinós        | Modifica les dades a Wikidata |
|        | Masoveria de Sobrevia     | Seva     | masia        | Estil: arquitectura popular 17th century                                       | 41° 50′ 41″ N, 2° 19′ 20″ E / 41.844749°N,2.322242°E                                            | bé integrant del patrimoni cultural català |                          | Modifica les dades a Wikidata |
|        | Montmany                  | Seva     | masia        |                                                                                | 41° 50′ 31″ N, 2° 17′ 14″ E / 41.8419144093375°N,2.28715732338181°E                             |                                            |                          | Modifica les dades a Wikidata |
|        | Perafita                  | Seva     | masia        |                                                                                | 41° 47′ 50″ N, 2° 15′ 06″ E / 41.797227°N,2.251784°E 655 msnm                                   |                                            | Perafita (masia de Seva) | Modifica les dades a Wikidata |
|        | Roixec                    | Seva     | masia        |                                                                                | 41° 50′ 25″ N, 2° 15′ 19″ E / 41.8403610421049°N,2.25526852996179°E                             |                                            |                          | Modifica les dades a Wikidata |
|        | Sant Mamet                | Seva     | masia        |                                                                                | 41° 48′ 33″ N, 2° 15′ 13″ E / 41.809077830997°N,2.2535121718275°E 675 msnm                      |                                            | Sant Mamet (Seva)        | Modifica les dades a Wikidata |
|        | Serrabardina              | Seva     | masia        | Estil: arquitectura popular 16th century                                       | 41° 49′ 39″ N, 2° 16′ 55″ E / 41.827477°N,2.281902°E 745 msnm                                   | bé integrant del patrimoni cultural català | Serrabardina (masia)     | Modifica les dades a Wikidata |
|        | Sobrevia                  | Seva     | masia        | Arquitecte: Josep Puig i Cadafalch Estil: arquitectura modernista 20th century | 41° 50′ 41″ N, 2° 19′ 19″ E / 41.844722°N,2.321944°E 754 msnm                                   | bé integrant del patrimoni cultural català | Granja Terradas          | Modifica les dades a Wikidata |
|        | Terrers                   | Seva     | masia        | Estil: arquitectura popular                                                    | 41° 50′ 40″ N, 2° 18′ 51″ E / 41.844503°N,2.314219°E                                            | bé integrant del patrimoni cultural català |                          | Modifica les dades a Wikidata |
|        | Torre de l'Amat           | Seva     | masia        |                                                                                | 41° 51′ 09″ N, 2° 16′ 04″ E / 41.8523754441716°N,2.26776627914542°E                             |                                            |                          | Modifica les dades a Wikidata |
|        | Vall-llossera             | Seva     | masia        |                                                                                | 41° 48′ 57″ N, 2° 14′ 37″ E / 41.8157325808073°N,2.243670510796°E 582 msnm                      |                                            | Vall-llossera (Seva)     | Modifica les dades a Wikidata |
|        | Valldoriola               | Seva     | masia        |                                                                                | 41° 49′ 59″ N, 2° 18′ 08″ E / 41.8331707010177°N,2.30213976741367°E                             |                                            |                          | Modifica les dades a Wikidata |
|        | el Barceló                | Seva     | masia        |                                                                                | 41° 50′ 56″ N, 2° 16′ 05″ E / 41.8489905846191°N,2.26803375937823°E                             |                                            |                          | Modifica les dades a Wikidata |
|        | el Bosc del Masó          | Seva     | masia        |                                                                                | 41° 51′ 03″ N, 2° 18′ 22″ E / 41.8508835703867°N,2.30600695515035°E                             |                                            |                          | Modifica les dades a Wikidata |
|        | el Cendra                 | Seva     | masia        | Estil: arquitectura popular 17th century                                       | 41° 50′ 28″ N, 2° 15′ 25″ E / 41.840993°N,2.257011°E 622 msnm                                   | bé integrant del patrimoni cultural català | El Cendra                | Modifica les dades a Wikidata |
|        | el Fitó                   | Seva     | masia        |                                                                                | 41° 48′ 05″ N, 2° 14′ 24″ E / 41.8013150433791°N,2.23995205522183°E 569 msnm                    |                                            | El Fitó (Seva)           | Modifica les dades a Wikidata |
|        | el Muntanyà               | Seva     | masia        | Estil: arquitectura popular                                                    | 41° 48′ 49″ N, 2° 16′ 03″ E / 41.813546°N,2.267423°E                                            | bé integrant del patrimoni cultural català |                          | Modifica les dades a Wikidata |
|        | el Petges                 | Seva     | masia        |                                                                                | 41° 48′ 13″ N, 2° 15′ 41″ E / 41.8036618681707°N,2.26143564504298°E ca:Urbanització El Muntanyà |                                            | El Petges                | Modifica les dades a Wikidata |
|        | el Prat                   | Seva     | masia        | Estil: arquitectura popular 12nd century                                       | 41° 50′ 12″ N, 2° 16′ 48″ E / 41.836731°N,2.280068°E ca:Carretera de Seva 66 msnm               | bé integrant del patrimoni cultural català | El Prat (Seva)           | Modifica les dades a Wikidata |
|        | el Riquer                 | Seva     | masia        | Estil: arquitectura popular                                                    | 41° 50′ 29″ N, 2° 15′ 37″ E / 41.841411°N,2.260403°E                                            | bé integrant del patrimoni cultural català |                          | Modifica les dades a Wikidata |
|        | el Sors                   | Seva     | masia        | Estil: arquitectura popular 19th century                                       | 41° 50′ 25″ N, 2° 16′ 51″ E / 41.840231°N,2.280928°E 650 msnm                                   | bé integrant del patrimoni cultural català |                          | Modifica les dades a Wikidata |
|        | el Susany                 | Seva     | masia        |                                                                                | 41° 50′ 43″ N, 2° 14′ 42″ E / 41.8453009837876°N,2.24487622215544°E 594 msnm                    |                                            | El Susany                | Modifica les dades a Wikidata |
|        | el Vilardell              | Seva     | masia        |                                                                                | 41° 50′ 24″ N, 2° 18′ 39″ E / 41.8400506752183°N,2.31088160042752°E                             |                                            |                          | Modifica les dades a Wikidata |
|        | el Virgili                | Seva     | masia        | Estil: arquitectura popular                                                    | 41° 50′ 35″ N, 2° 19′ 17″ E / 41.843066°N,2.321359°E                                            | bé integrant del patrimoni cultural català |                          | Modifica les dades a Wikidata |
|        | l'Afrau                   | Seva     | masia        |                                                                                | 41° 47′ 40″ N, 2° 15′ 33″ E / 41.7943165320745°N,2.25923204722947°E 525 msnm                    |                                            | L'Afrau (Seva)           | Modifica les dades a Wikidata |
|        | l'Aguilar                 | Seva     | masia        |                                                                                | 41° 50′ 40″ N, 2° 14′ 11″ E / 41.84445°N,2.236395°E                                             |                                            | L'Aguilar                | Modifica les dades a Wikidata |
|        | l'Albareda                | Seva     | masia        | Estil: arquitectura popular                                                    | 41° 49′ 47″ N, 2° 16′ 12″ E / 41.829735°N,2.270015°E                                            | bé integrant del patrimoni cultural català |                          | Modifica les dades a Wikidata |
|        | l'Alzinar                 | Seva     | masia        |                                                                                | 41° 48′ 35″ N, 2° 14′ 25″ E / 41.809675883927°N,2.24032274252688°E                              |                                            |                          | Modifica les dades a Wikidata |
|        | l'Amat                    | Seva     | masia        |                                                                                | 41° 51′ 08″ N, 2° 15′ 57″ E / 41.8522280477711°N,2.26584047498252°E                             |                                            |                          | Modifica les dades a Wikidata |
|        | l'Esparregueró            | Seva     | masia        |                                                                                | 41° 48′ 07″ N, 2° 15′ 00″ E / 41.8019939160329°N,2.2500554156973°E                              |                                            |                          | Modifica les dades a Wikidata |
|        | la Casa Nova de la Costa  | Seva     | masia        |                                                                                | 41° 51′ 12″ N, 2° 16′ 19″ E / 41.8534013204824°N,2.27187465358109°E                             |                                            |                          | Modifica les dades a Wikidata |
|        | la Casa Nova del Muntanyà | Seva     | masia        |                                                                                | 41° 48′ 56″ N, 2° 15′ 38″ E / 41.8154647591918°N,2.26063786087273°E                             |                                            |                          | Modifica les dades a Wikidata |
|        | la Costa de Seva          | Seva     | masia        |                                                                                | 41° 51′ 29″ N, 2° 15′ 56″ E / 41.8581084506384°N,2.26567683650461°E                             |                                            |                          | Modifica les dades a Wikidata |
|        | la Font del Buc           | Seva     | masia        |                                                                                | 41° 50′ 26″ N, 2° 14′ 30″ E / 41.8404429498157°N,2.24163313098248°E                             |                                            |                          | Modifica les dades a Wikidata |
|        | la Matella                | Seva     | masia        |                                                                                | 41° 50′ 39″ N, 2° 15′ 47″ E / 41.844166643873°N,2.26298155117059°E                              |                                            |                          | Modifica les dades a Wikidata |
|        | la Rovira                 | Seva     | masia        | Estil: arquitectura popular 19th century                                       | 41° 50′ 32″ N, 2° 17′ 55″ E / 41.842332°N,2.298484°E 665 msnm                                   | bé integrant del patrimoni cultural català |                          | Modifica les dades a Wikidata |

## monument
| imatge | Nom                                                                             | Ubicat a | instància de | Detalls | coordenades                                                                                              | Protecció | Commons (més fotos)                                                             | Dades a WD                    |
| ------ | ------------------------------------------------------------------------------- | -------- | ------------ | ------- | --- | --------- | ------------------------------------------------------------------------------- | ----------------------------- |
|        | Escultura a Pep Bassas                                                          | Seva     | monument     |         | 41° 50′ 01″ N, 2° 17′ 09″ E / 41.83351135253906°N,2.2857770919799805°E ca:Ronda Josep Pla                |           |                                                                                 | Modifica les dades a Wikidata |
|        | Escultura a Àlex Crivillé                                                       | Seva     | monument     |         | 41° 50′ 11″ N, 2° 16′ 44″ E / 41.83636093139648°N,2.278764009475708°E ca:Carretera de Seva , ronda Gaudí |           |                                                                                 | Modifica les dades a Wikidata |
|        | Escultura homenatge a les pubilles i els hereus                                 | Seva     | monument     |         | 41° 50′ 07″ N, 2° 16′ 46″ E / 41.83517074584961°N,2.279552936553955°E ca:Ronda Pintor Montbrú            |           |                                                                                 | Modifica les dades a Wikidata |
|        | Monument en record dels agents del cos de Mossos d’Esquadra assassinats el 1845 | Seva     | monument     |         | |           | Monument en record dels agents del cos de Mossos d'Esquadra assassinats el 1845 | Modifica les dades a Wikidata |

## muntanya
| imatge | Nom                     | Ubicat a      | instància de | Detalls | coordenades                                                                      | Protecció | Commons (més fotos)    | Dades a WD                    |
| ------ | ----------------------- | ------------- | ------------ | ------- | -------------------------------------------------------------------------------- | --------- | ---------------------- | ----------------------------- |
|        | Matagalls Xic           | Seva          | muntanya     |         | 41° 49′ 53″ N, 2° 19′ 39″ E / 41.83132222°N,2.32736667°E 1268.6 msnm             |           |                        | Modifica les dades a Wikidata |
|        | Puig Maror              | Seva          | muntanya     |         | 41° 50′ 24″ N, 2° 18′ 13″ E / 41.83986389°N,2.30374444°E 718.3 msnm              |           |                        | Modifica les dades a Wikidata |
|        | Serrat de Mont-rodon    | Seva          | muntanya     |         | 41° 51′ 32″ N, 2° 16′ 04″ E / 41.85888888888889°N,2.267777777777778°E 621.7 msnm |           |                        | Modifica les dades a Wikidata |
|        | Turó de l'Alzina Rodona | Seva Viladrau | muntanya     |         | 41° 49′ 38″ N, 2° 20′ 44″ E / 41.8272°N,2.34565°E 1241 msnm                      |           |                        | Modifica les dades a Wikidata |
|        | Turó de l'Oriol         | Seva Viladrau | muntanya     |         | 41° 50′ 11″ N, 2° 20′ 42″ E / 41.83647778°N,2.34490556°E 1224.1 msnm             |           |                        | Modifica les dades a Wikidata |
|        | Turó de les Dalles      | Seva Viladrau | muntanya     |         | 41° 49′ 49″ N, 2° 20′ 46″ E / 41.8302°N,2.346°E 1244.1 msnm                      |           |                        | Modifica les dades a Wikidata |
|        | Turó del Pou d'en Sala  | Seva Viladrau | muntanya     |         | 41° 49′ 57″ N, 2° 20′ 51″ E / 41.832591°N,2.347413°E 1265 1265.5 msnm            |           | Turó del Pou d'en Sala | Modifica les dades a Wikidata |

## nucli de població
| imatge | Nom                 | Ubicat a | instància de      | Detalls | coordenades                                                         | Protecció | Commons (més fotos) | Dades a WD                    |
| ------ | ------------------- | -------- | ----------------- | ------- | ------------------------------------------------------------------- | --------- | ------------------- | ----------------------------- |
|        | Can Garriga         | Seva     | nucli de població |         | 41° 47′ 42″ N, 2° 14′ 39″ E / 41.795062584662°N,2.2442184168344°E   |           |                     | Modifica les dades a Wikidata |
|        | Perafita            | Seva     | nucli de població |         | 41° 47′ 48″ N, 2° 15′ 02″ E / 41.796746°N,2.250577°E                |           |                     | Modifica les dades a Wikidata |
|        | Serrabardina        | Seva     | nucli de població |         | 41° 49′ 33″ N, 2° 16′ 39″ E / 41.825900302927°N,2.2775726634338°E   |           |                     | Modifica les dades a Wikidata |
|        | Serrat de l'Aguilar | Seva     | nucli de població |         | 41° 50′ 42″ N, 2° 14′ 13″ E / 41.8449777806115°N,2.23685777651592°E |           | Serrat de l'Aguilar | Modifica les dades a Wikidata |
|        | el Muntanyà         | Seva     | nucli de població |         | 41° 48′ 22″ N, 2° 15′ 39″ E / 41.806036°N,2.260788°E 725 msnm       |           | El Muntanyà (nucli) | Modifica les dades a Wikidata |
|        | la Serreta          | Seva     | nucli de població |         | 41° 50′ 18″ N, 2° 16′ 00″ E / 41.838440180978°N,2.2665919640156°E   |           |                     | Modifica les dades a Wikidata |

## pedrera
| imatge | Nom                    | Ubicat a | instància de | Detalls | coordenades                                                         | Protecció | Commons (més fotos) | Dades a WD                    |
| ------ | ---------------------- | -------- | ------------ | ------- | ------------------------------------------------------------------- | --------- | ------------------- | ----------------------------- |
|        | Pedrera de Sant Antoni | Seva     | pedrera      |         | 41° 47′ 38″ N, 2° 14′ 29″ E / 41.7939656541756°N,2.24135079934678°E |           |                     | Modifica les dades a Wikidata |
|        | Pedrera del Fitó       | Seva     | pedrera      |         | 41° 48′ 03″ N, 2° 14′ 09″ E / 41.8007931935178°N,2.23596189362332°E |           |                     | Modifica les dades a Wikidata |
|        | Pedrera del Pinós      | Seva     | pedrera      |         | 41° 47′ 20″ N, 2° 14′ 34″ E / 41.7888769551025°N,2.24274667593596°E |           |                     | Modifica les dades a Wikidata |
|        | pedrera Àrids Xuclà    | Seva     | pedrera      |         | 41° 48′ 01″ N, 2° 14′ 15″ E / 41.8002984447995°N,2.237412215789°E   |           |                     | Modifica les dades a Wikidata |

## polígon industrial
| imatge | Nom                            | Ubicat a | instància de       | Detalls | coordenades                                                         | Protecció | Commons (més fotos) | Dades a WD                    |
| ------ | ------------------------------ | -------- | ------------------ | ------- | ------------------------------------------------------------------- | --------- | ------------------- | ----------------------------- |
|        | Polígon industrial Fontanelles | Seva     | polígon industrial |         | 41° 50′ 42″ N, 2° 17′ 41″ E / 41.8449786334403°N,2.29476011231499°E |           |                     | Modifica les dades a Wikidata |
|        | Polígon industrial L'Avellanet | Seva     | polígon industrial |         | 41° 50′ 39″ N, 2° 14′ 45″ E / 41.8441805194136°N,2.24569643039765°E |           |                     | Modifica les dades a Wikidata |

## Misc
| imatge | Nom                                | Ubicat a                      | instància de                                  | Detalls                                                                   | coordenades | Protecció                                  | Commons (més fotos)                  | Dades a WD                    |
| ------ | ---------------------------------- | ----------------------------- | --------------------------------------------- | ------------------------------------------------------------------------- | --- | ------------------------------------------ | ------------------------------------ | ----------------------------- |
|        | Cementiri nou                      | Seva                          | cementiri                                     |                                                                           | 41° 50′ 35″ N, 2° 16′ 43″ E / 41.843109130859375°N,2.2786331176757813°E ca:Camí del cementiri, o pla de Terrades |                                            |                                      | Modifica les dades a Wikidata |
|        | Estació de Balenyà-Tona-Seva       | Sant Miquel de Balenyà        | estació de ferrocarril edifici                |                                                                           | 41° 50′ 31″ N, 2° 14′ 51″ E / 41.84188888888889°N,2.247472222222222°E ca:Carretera de Seva                       |                                            | Balenyà-Tona-Seva train station      | Modifica les dades a Wikidata |
|        | Mare de Déu del Roser              | Seva                          | capella edifici històric                      |                                                                           | 41° 49′ 52″ N, 2° 17′ 40″ E / 41.8310977277225°N,2.29453917359503°E                                              |                                            |                                      | Modifica les dades a Wikidata |
|        | Molí Xic                           | Seva                          | molí d'aigua                                  | Estil: arquitectura popular                                               | | bé integrant del patrimoni cultural català |                                      | Modifica les dades a Wikidata |
|        | Pont del Molí del Sors             | Taradell Seva                 | pont                                          | Estil: arquitectura popular 19th century Travessa: Gurri Estat: bon estat | 41° 51′ 01″ N, 2° 16′ 46″ E / 41.850371°N,2.27945°E ca:Riu Gurri                                                 | bé integrant del patrimoni cultural català | Pont del Molí del Sors               | Modifica les dades a Wikidata |
|        | Sala La Polivalent                 | Seva                          | edifici públic                                |                                                                           | 41° 50′ 07″ N, 2° 16′ 46″ E / 41.83526992797851°N,2.27949595451355°E ca:Ronda Pintor Montbrú                     |                                            |                                      | Modifica les dades a Wikidata |
|        | Terrassola                         | Seva                          | ens local històric de Catalunya               |                                                                           | 41° 50′ 40″ N, 2° 18′ 51″ E / 41.844503°N,2.314219°E                                                             |                                            |                                      | Modifica les dades a Wikidata |
|        | Torre de telegrafia d'Esparreguera | Seva                          | torre de telegrafia òptica                    |                                                                           | | bé integrant del patrimoni cultural català |                                      | Modifica les dades a Wikidata |
|        | Turons de la Plana Ausetana        | Gurb Tona Seva Malla Taradell | àrea protegida Pla d'Espais d'Interès Natural | 1992 Superfície: 674.91719ha                                              | 41° 56′ 42″ N, 2° 11′ 46″ E / 41.945°N,2.196°E                                                                   |                                            | Turons de la Plana Ausetana          | Modifica les dades a Wikidata |
|        | arc i passadís de l'antiga Sagrera | Seva                          | passatge                                      | Estil: arquitectura popular                                               | 41° 50′ 20″ N, 2° 16′ 49″ E / 41.838784°N,2.280329°E ca:C. de Dalt, 5 - c. de la Font 664 msnm                   | bé integrant del patrimoni cultural català | Arc i passadís de l'antiga Sagrera   | Modifica les dades a Wikidata |
|        | casa consistorial de Seva          | Seva                          | casa consistorial                             |                                                                           | 41° 50′ 19″ N, 2° 16′ 49″ E / 41.83867699590348°N,2.280287620133948°E                                            |                                            |                                      | Modifica les dades a Wikidata |
|        | coves de l'Afrau                   | Seva                          | cova                                          |                                                                           | 41° 47′ 47″ N, 2° 15′ 25″ E / 41.7963201716937°N,2.25707854864013°E                                              |                                            |                                      | Modifica les dades a Wikidata |
|        | creu del Carlí                     | Seva                          | creu monumental estructura arquitectònica     |                                                                           | 41° 50′ 57″ N, 2° 16′ 23″ E / 41.84929275512695°N,2.2731549739837646°E ca:Camí del Pla Terrades                  |                                            |                                      | Modifica les dades a Wikidata |
|        | l'Avellanet                        | Sant Miquel de Balenyà        | edifici industrial                            | Estat: malmès                                                             | 41° 50′ 37″ N, 2° 14′ 38″ E / 41.843523°N,2.24379°E                                                              |                                            | L'Avellanet (Sant Miquel de Balenyà) | Modifica les dades a Wikidata |
|        | menhir de Perafita                 | Seva                          | menhir                                        |                                                                           | 41° 47′ 46″ N, 2° 15′ 08″ E / 41.7959907912018°N,2.25212342163584°E                                              |                                            |                                      | Modifica les dades a Wikidata |
|        | pantà de Seva                      | Seva                          | embassament riu                               | Superfície: 70ha Volum: 1.1hm³ Conca: 272km²                              | 41° 49′ 51″ N, 2° 18′ 21″ E / 41.8308°N,2.30582°E 23.8 msnm                                                      |                                            |                                      | Modifica les dades a Wikidata |
|        | presa de Seva                      | Seva                          | presa de gravetat Ús: regadiu                 | Llarg: 112.5m Alt: 14.5m Volum: 20265m³                                   | 41° 49′ 53″ N, 2° 18′ 19″ E / 41.8313°N,2.3052805555556°E 30 15 msnm                                             |                                            |                                      | Modifica les dades a Wikidata |
|        | serrat de l'Oriol                  | Seva Viladrau                 | serra                                         |                                                                           | 41° 50′ 21″ N, 2° 20′ 28″ E / 41.83928333°N,2.34100278°E 1224.1 msnm                                             |                                            | Serrat de l'Oriol (Seva)             | Modifica les dades a Wikidata |